# جوديث مكهيل
جوديث مكهيل (بالإنجليزية: Judith McHale)‏ (و. 1946 – م)هي موظفة مدنية، ودبلوماسية من الولايات المتحدة الأمريكية . ولدت في مدينة نيويورك .

## التعليم
تعلمت في جامعة نوتنغهام.